# 盧錦春
盧錦春（？—1899年12月21日），又名盧野、盧阿野，清朝福建省泉州府安溪縣竹圍鄉人，約在1884至1885年間渡台，營生為雜貨商、茶販與採礦者。盧錦春為1897年開始活躍於淡水郡、金包里堡、石碇堡延伸到八芝蘭一帶的土匪集團匪首，四處「和庄」（指收取保護費），是北山（陽明山）匪徒集團的一員。1898年8月一度歸降，修築公路，同年底又傳復叛消息。1899年7月被捕於水返腳，因有信件往來資助簡大獅、林李成而依《匪徒刑罰令》處以死刑。

## 生平
1897年7月，盧錦春、林太平、簡大獅等，在淡水、金包里、石碇地區「和庄」。《台灣新報》報導了這批「新土匪」的出現。
1898年1月16日，揚言派兩千人襲擊憲兵屯所，導致金包里民眾逃難。3月10日，襲擊磺溪憲兵屯所，是盧錦春集團少數主動出擊的行動。
8月，在土匪招降策的契機下，由蔡煥、鄭碧香、鄭維隆居中斡旋，盧錦春歸順。歸順前和部下李養入侵文山堡大肆劫掠，堡民請求陳秋菊保護，因而和陳秋菊爆發衝突。協調過程中，雙方各持國旗對抗，後經辨務署、警部長等調解後簽和解書。
盧錦春集團歸順後，負責修築金包里到士林的道路，但紀律不佳、強盜事件頻傳。
1898年12月10日，再度反叛，和金包里警察隊與當地守備隊衝突。
1899年7月24日，據稱盧錦春藏有彈藥欲接應林李成，於水返腳被逮，送地方法院審理。12月21日，依《匪徒刑罰令》判決執行死刑。

## 與日治時期其他匪徒關係

### 自身部眾
盧錦春的部眾相當多，歸順部下就有750名，部屬組成多屬於低階層分子，沿古道謀生的流動商販。盧錦春的部眾在投降後，大多投入道路工事等公共事業，也有從事農業等生計者。

### 友好勢力：以簡大獅集團為首
盧錦春和簡大獅集團關係密切，和簡為結拜兄弟。在簡大獅逃亡廈門前，兩者犯案大多雷同。友好的結盟勢力包括林李成、林火旺和1898年之前的徐祿。

### 敵對勢力：陳秋菊集團
陳秋菊集團勢力範圍擁文山堡一帶，是商人與當地領袖的身分。不友好的聯盟勢力包含：鄭文流、陳捷陹。

## 評價
在諸多抗日史觀下被視為抗日的武裝活動中，盧錦春集團是貨真價實的土匪事業，行劫掠之實。唯一一次主動岀襲的「襲擊磺溪憲兵屯所事件」，可視為對設置屯所維護治安的抗衡。土匪集團對官方相當不信任，也不熱切的接受招降，歸降後立刻又滋擾地方民眾。也因為打家劫舍，該集團不受民眾喜歡，名聲極惡。
從期刊報導中，不乏民眾書寫對土匪招降策的疑慮，認為或有大權侵害問題。

### 腳註
1. ↑  一說為漳州人，見翁佳音《台灣漢人武裝抗日史研究(1895- 1902)》
2. ↑  《邁向土匪之路──1895∼1901 年間北宜古道與「土匪」興起關係》，陳怡宏[]
3. ↑  〈滬尾匪情〉，《台灣新報》，明治30年7月17日（一）
4. ↑  翁佳音《台灣漢人武裝抗日史研究(1895- 1902)》中認為是漳泉械鬥，但根據盧錦春得審訊結果，盧同樣也是泉州人。
5. ↑  見《台灣憲兵隊史》第176頁。

### 其他
- 翁佳音，1986，《臺灣漢人武裝抗日史研究（1895-1902）》，國立臺灣大學文史叢刊74，235頁。臺北：國立臺灣大學出版委員會。

- 陳怡宏，2001，《忠誠和反逆之間—1895～1901年間台北、宜蘭地區「土匪」集團研究 》。國立臺灣大學歷史學研究所碩士論文。

- 陳怡宏，2006，〈邁向土匪之路--1895～1901年間北宜古道與「土匪」興起關係〉，宜蘭文獻雜誌。